# Ernest Charton
Ernest Marc Jules Charton Thiessen de Treville, más conocido como Ernest Charton (Sens, 22 de marzo de 1816–Buenos Aires, 7 de diciembre de 1877), fue un pintor francés, célebre por sus retratos al pastel y cuadros costumbristas de estilo realista. Realizó la mayor parte de su carrera artística en Sudamérica —particularmente en Argentina, Chile y Ecuador—, continente donde su nombre de pila, como era costumbre en ese entonces, fue castellanizado, por lo que se le conocía como Ernesto Charton.

## Biografía

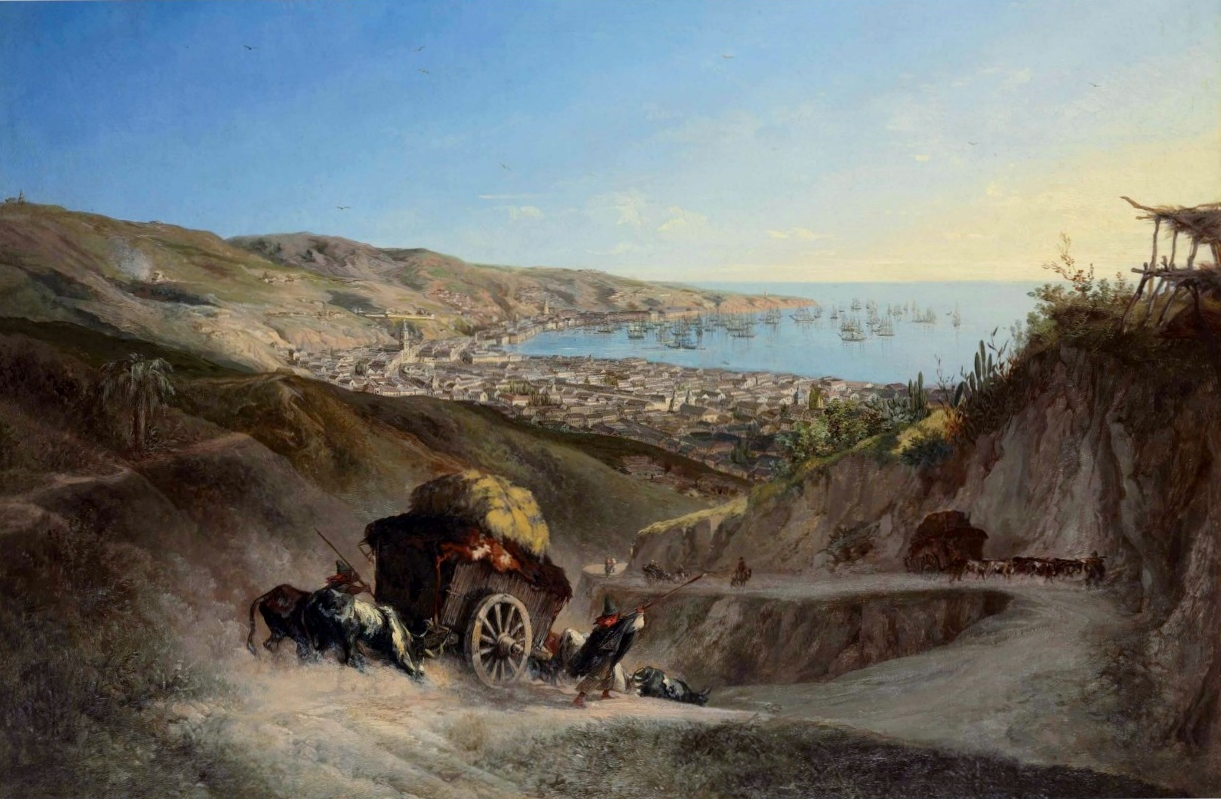
Bajada de Valparaíso.

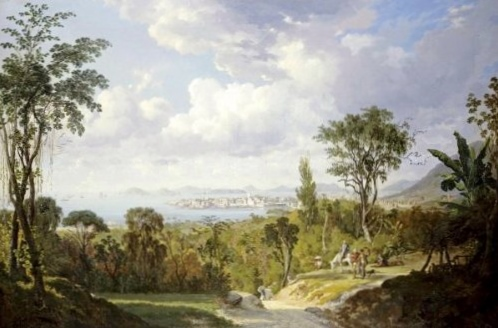
Vista general de Panamá, 1852.

Charton, estudió en la Academia de Bellas Artes de París, llegó a Chile a los 27 años de edad, en 1843, con su esposa Isabel y sus tres hijos, María, Julio y Margarita.
Se estableció al principio en Valparaíso, pero en 1848 se mudó a Santiago, donde abrió un estudio vecino al de Raymond Monvoisin, otro francés pionero de la pintura chilena y perteneciente también a los artistas viajeros, como lo fue asimismo en esa época el acuarelista Carlos Wood.
Hermano de Edouard Charton, director de la revista parisina Le Tour du Monde, Ernesto fue un típico artista aventurero del siglo XIX, en busca de las expresiones más exóticas de la naturaleza inexplorada, siguiendo en este aspecto la motivación de numerosos pintores europeos de la época. Muchas de sus experiencias americanas se reflejaron en la L'llustration, revista dirigida también por su hermano y de la que fue corresponsal, enviando no solo crónicas sino también dibujos, como los que mandó de las calles de Valparaíso antes del bombardeo y del mismo ataque realizado por la flota española la noche del 31 de marzo de 1866 (publicados en el número del 26 de mayo de ese año); posteriormente envió asimismo un dibujo del bombardeo del Callao, que fue grabado por Louis Le Breton y publicado el 23 de junio.
Tentado por la fiebre del oro en California, se embarcó el 25 de octubre de 1848 en la goleta Rosa Segunda, que a las dos semanas llegó a las Islas Galápagos a abastecerse de agua; cuando la mayoría de los pasajeros estaban en tierra, el barco los abandonó a su suerte. El pintor, como sus acompañantes, lo perdió todo, incluidas sus obras. Fueron salvados por la goleta Dos Hermanos, que venía de Ecuador a recoger unos confinados y a dejar otros; el capitán aceptó llevarlos a Guayaquil, adonde llegaron en marzo de 1849, después de que se comprometieran por escrito a pagarle una onza de oro por persona. Lo que pasó durante su permanencia en esa isla lo narró en el libro Robo de un navío en el océano Pacífico. El periodista chileno Enrique Bunster, que tuvo acceso al original francés de ese folleto en la biblioteca del Museo del Carmen de Maipú, escribió una crónica titulada La desgracia de Charton en las Islas Galápagos, en la que resume la desventura del francés.
Charton, que en 1862 volvería a Ecuador, logró establecerse en Quito con ayuda del cónsul francés. En la Universidad de esa ciudad enseñó dibujo y pintura; además, dirigió el Liceo de Pintura Miguel de Santiago, antecedente directo de la Escuela de Bellas Artes de ese país. Fruto de sus estadías en Ecuador fue un álbum costumbrista de 48 acuarelas.
Regresó a Francia, pero en 1855 volvió a Chile con su familia; adquirió fama como retratista, paisajista y profesor. En esta última calidad tuvo una célebre polémica con el primer director de la Academia de Pintura de Santiago. Por los anuncios publicados en El Mercurio ese año, sabemos que se ganaba la vida haciendo retratos al óleo y dando clases de dibujo y pintura; además, vendía instrumentos y productos para pintar y dibujar en su taller, que quedaba en la calle de la Planchada 30 de la capital chilena.
En 1870 partió de Chile a la Argentina, cruzando la cordillera de los Andes. De esa experiencia nació al año siguiente su óleo de grandes dimensiones Vista de la cordillera de los Andes (115x197cm) que está hoy en el Museo Nacional de Bellas Artes (MNBA) de ese país, en Buenos Aires, ciudad donde se estableció hasta su muerte. Realizó retratos al paste, entre los que destacan los de Nicolás Avellaneda, Domingo Faustino Sarmiento, Bernardino Rivadavia, Manuel Belgrano, Juan María Gutiérrez (1872) y Esteban Echeverría (1874), que se encuentra en la Facultad de Filosofía y Letras de la Universidad de Buenos Aires. Recorrió el interior de ese país: hizo viajes por La Rioja, y Córdoba; en 1876 visitó Tucumán y Salta, donde produjo retratos de familias tradicionales. Desde 1874 hasta su fallacimiento —la leyenda dice que habría fallecido envenenado por una admiradora despechada— ocupó la cátedra de dibujo en el Colegio Nacional de Buenos Aires; en el MNBABA se conserva también El velatorio del angelito; al año siguiente de su muerte se remataron sus cuadros La trilla, Las cascada y La Alameda de Santiago.
Además de los países citados, estuvo en Italia, Panamá (cuando todavía formaba parte de Colombia) y Perú.
Fotógrafo, utilizó instantáneas como base para sus cuadros, retratando vestimentas típicas, costumbres y fiestas que luego traladaba a la tela.
Las obras de Charton se caracterizan por su vibrante colorido y por la expresión realística de las costumbres y motivos populares. Dejó entre sus alumnos de Chile, Ecuador y Argentina esta visión cultural propia del realismo pictórico aplicada a la temática de cada país, dejando de lado los motivos religiosos, mitológicos o literalmente copiados de los modelos europeos.
Sus pinturas pueden verse en museos de Argentina, Chile y Ecuador.

## Galería

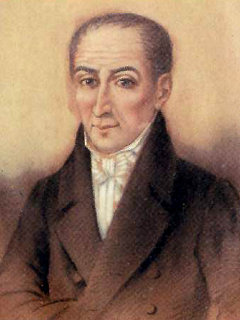
Juan José Paso, 1872, MHNA
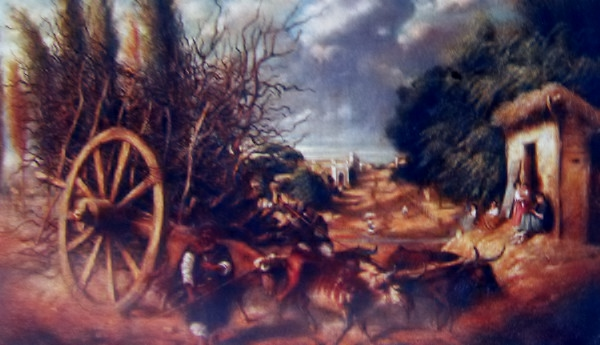
Leñero de Córdoba, 1872
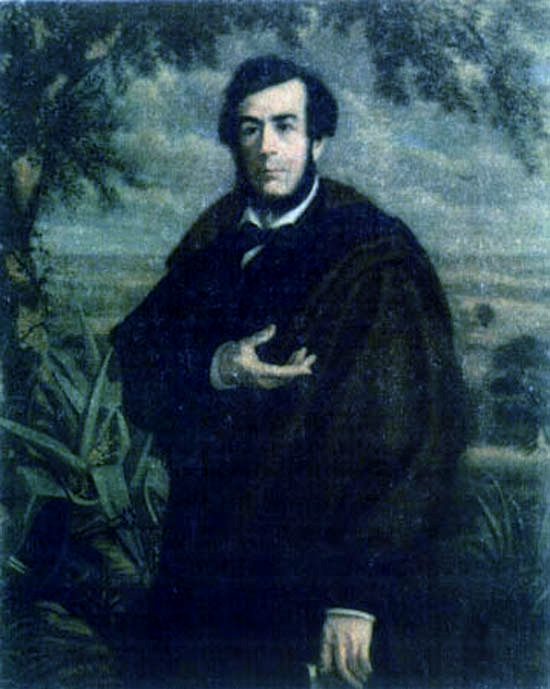
Retrato de Esteban Echeverría

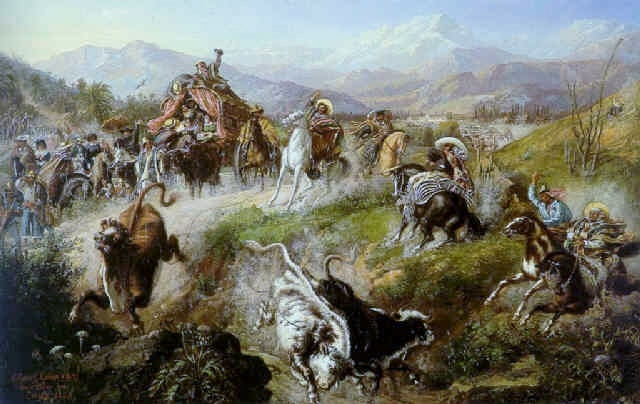
Rodeo en Chile
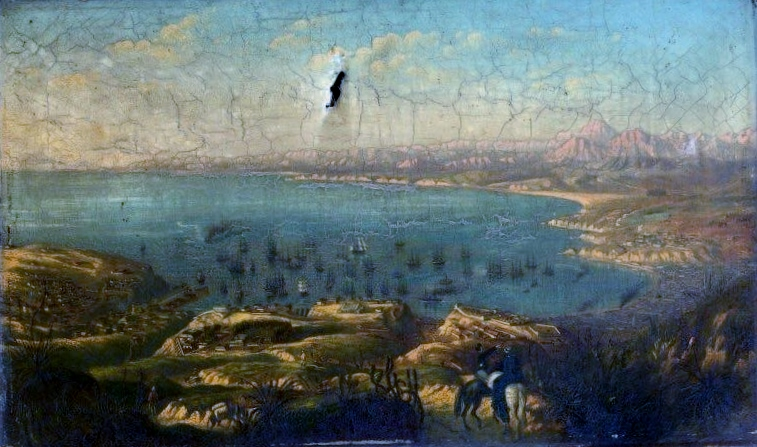
Bahía de Valparaíso (sin restaurar)
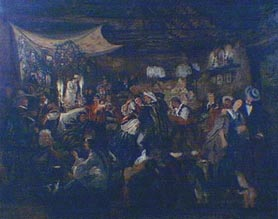
El velatorio del angelito
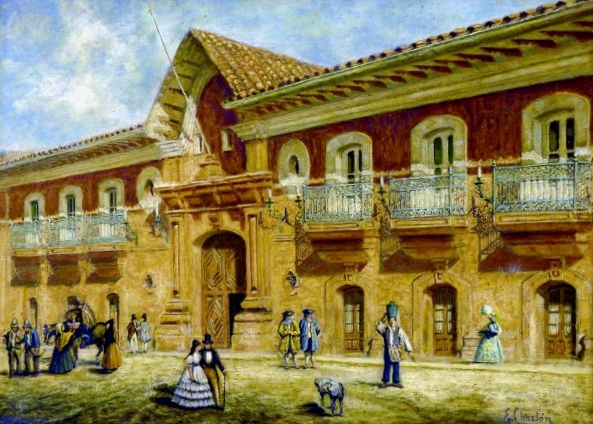
La Casa Colorada
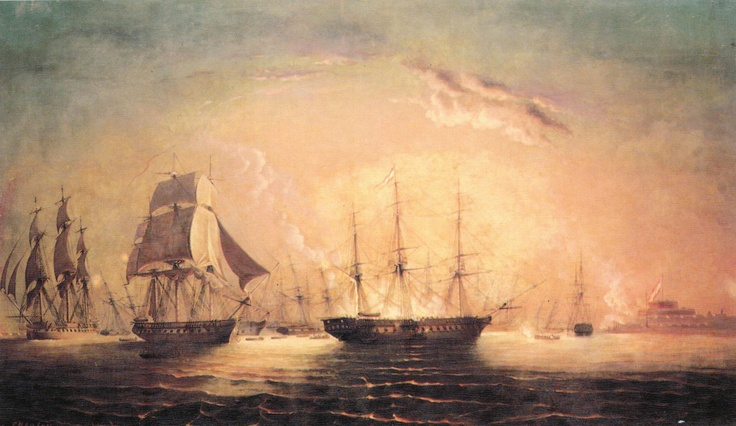
Toma de la Esmeralda
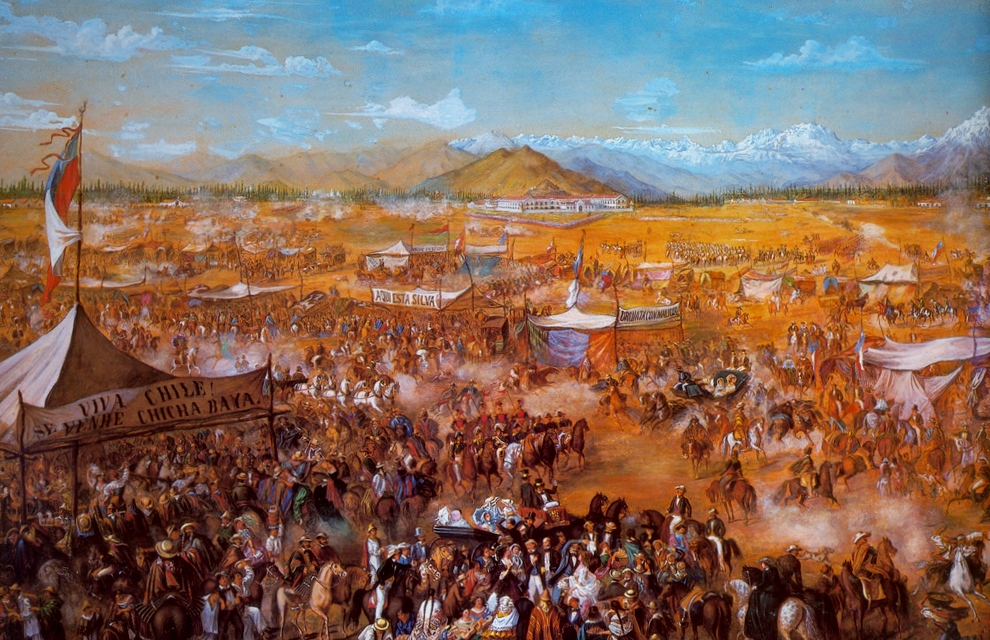
18 de septiembre en el Campo de Marte, 1845

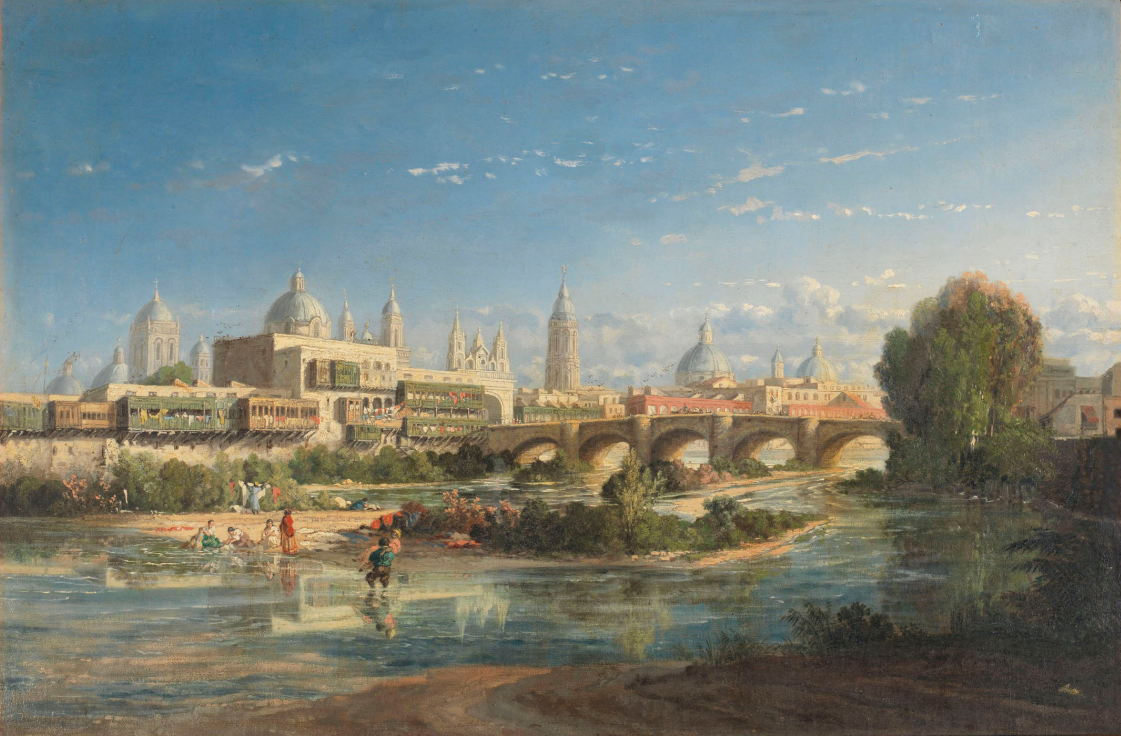
Vista de Lima con el Río Rímac y la catedral, 1865
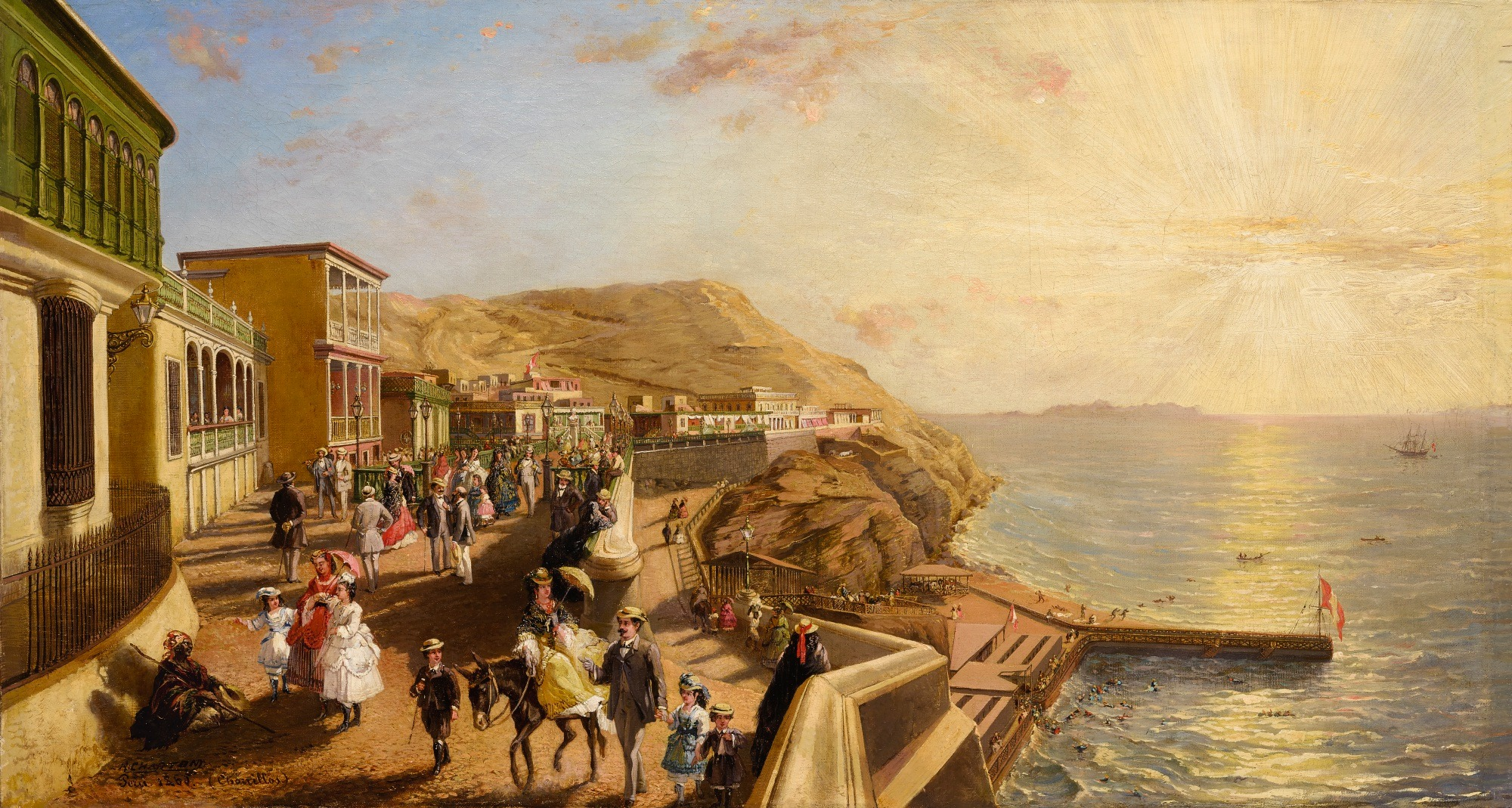
Vista de Chorrillos, 1865

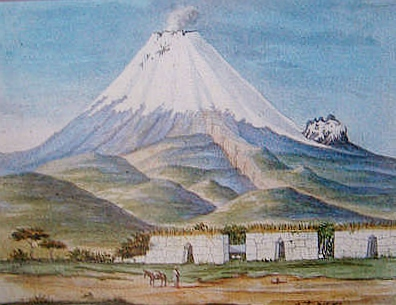
Cotopaxi, 1862
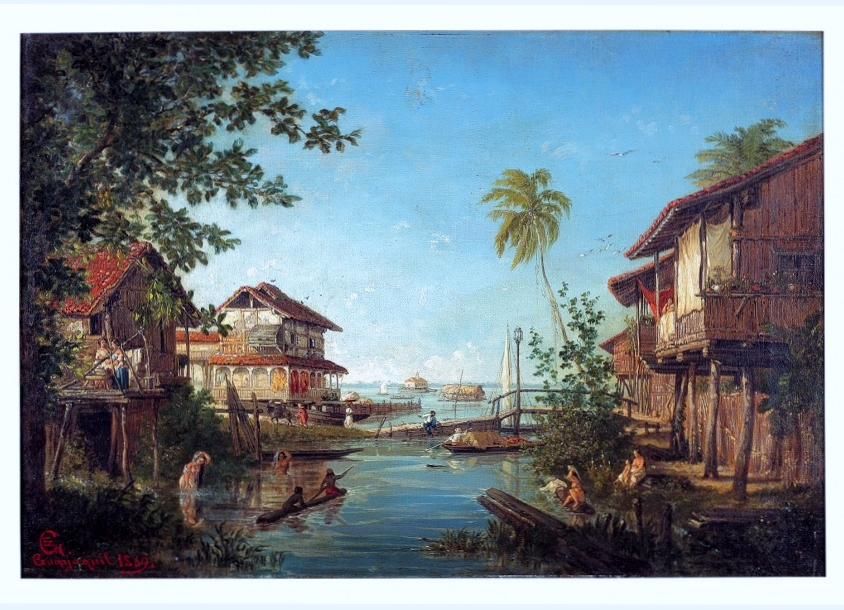
Guayaquil, 1849
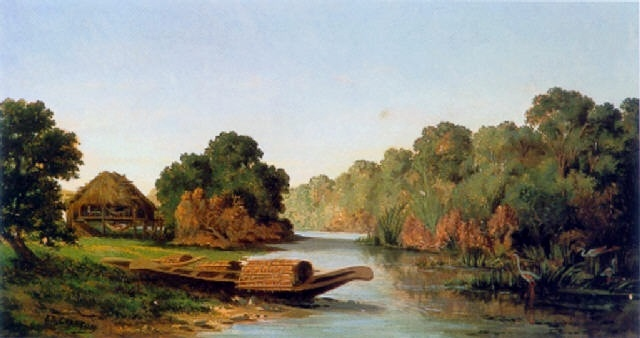
La riviere de Guayaquil, 1850
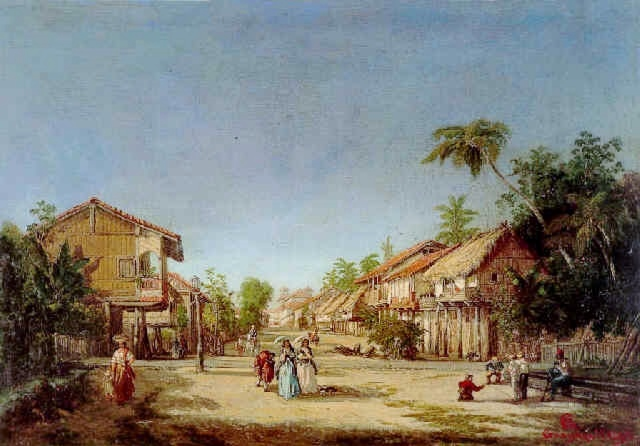
Paisaje de Guayaquil, 1849
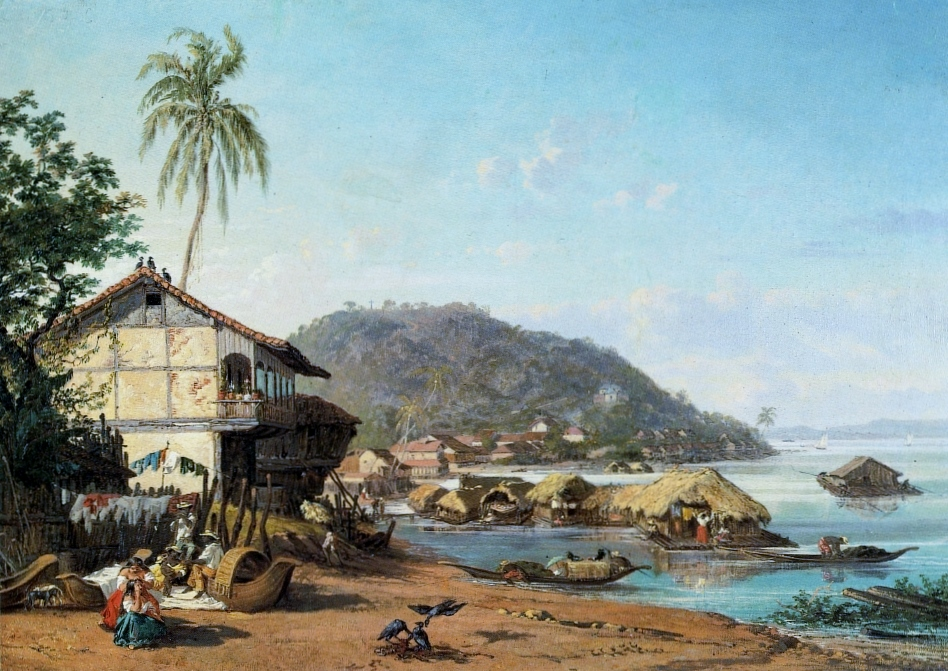
Puerto de Guayaquil
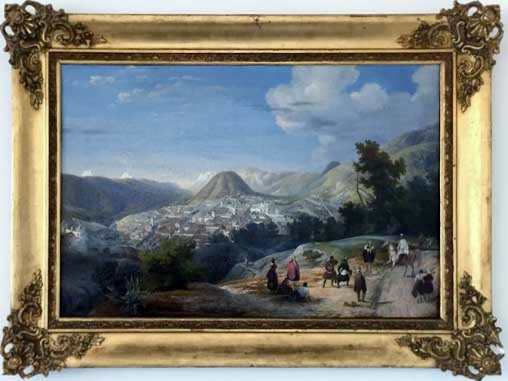
Quito